# Bachelor of Arts
Bachelor of Arts (BA, B.A.) – najniższy stopień akademicki w obszarze nauk humanistycznych (choć program nauczania, za ukończenie którego otrzymuje się stopień B.A., czasem obejmuje także matematykę oraz nauki ścisłe i przyrodnicze), przyznawany na uniwersytetach anglosaskich. Odpowiada w przybliżeniu polskiemu licencjatowi. Dalszym etapem edukacji akademickiej jest tam Master of Arts, który uzyskuje się zazwyczaj 2 lata po BA.

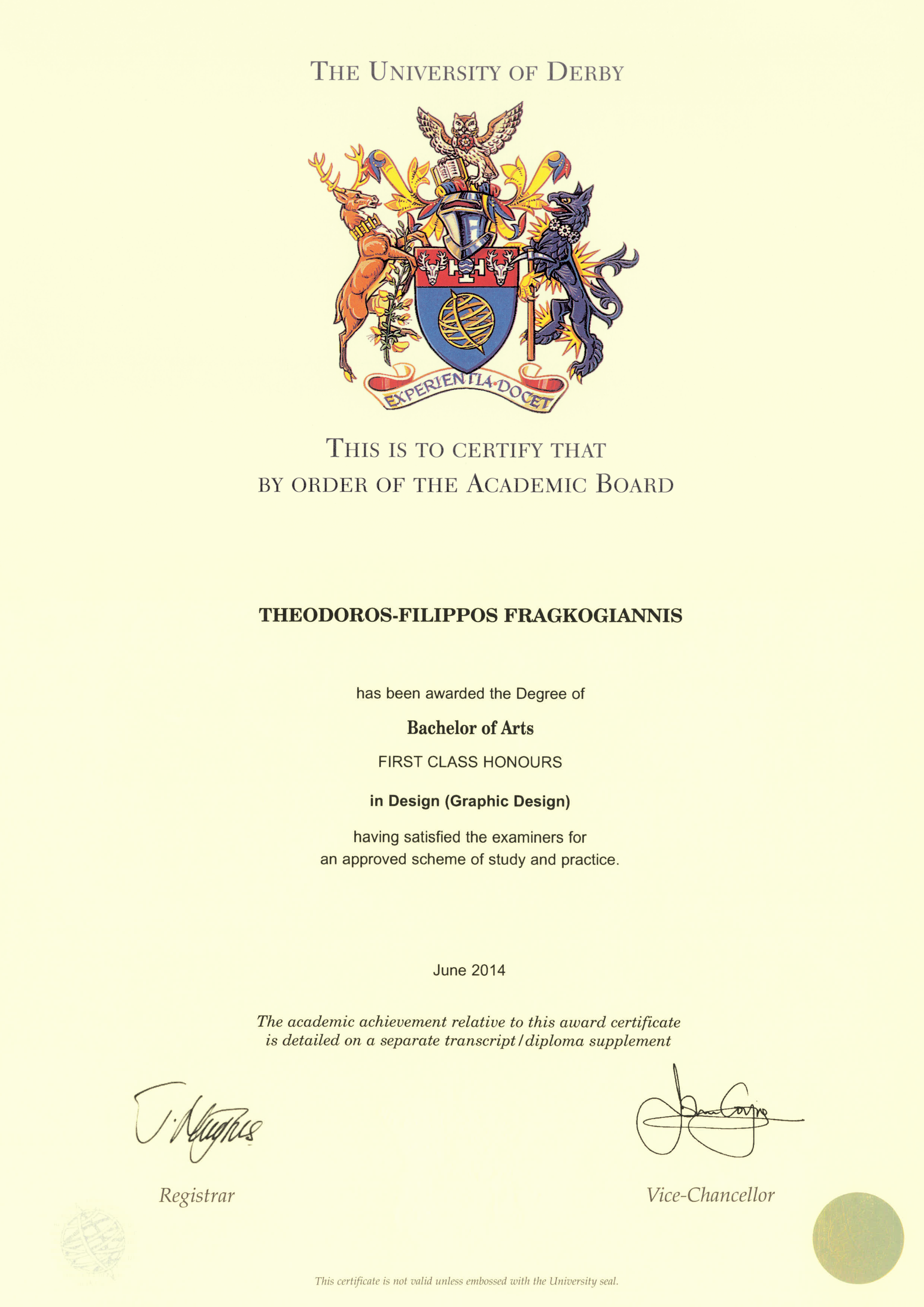
Dyplom Bachelor of Arts przyznany przez Uniwersytet w Derby w 2014 r.

Jego odpowiednikiem na poziomie bachelor’s degree w obszarze nauk ścisłych jest Bachelor of Science.